# Konrad Witz
Pour les articles homonymes, voir Witz.
Konrad Witz (vers 1400 - 1445/46) est un peintre suisse originaire de Souabe, né sans doute à Rottweil, mort à Bâle pendant l'hiver 1445 ou au printemps 1446.

## Biographie
Konrad Witz s'établit à Bâle en 1431 durant le premier concile. Il est admis en 1434 dans la corporation du Ciel, regroupant les artistes et les selliers, et est reçu au nombre des bourgeois en 1435. À la même époque, il épouse une Bâloise, Ursula Treyger, de Wangen, nièce du peintre Nicolaus Rüsch, dit Lawelin. Le couple a cinq enfants. 
La carrière de cet artiste ne dure qu’une dizaine d’années, durant lesquelles il acquiert une grande réputation et une aisance matérielle qui lui permet d'acquérir une maison en 1443. Sa première œuvre importante est le polyptyque du Miroir du salut (vers 1435), qui contient déjà tous les éléments du style novateur de cet artiste. Son catalogue comprend plus d’une vingtaine d’œuvres, conservées dans divers musées. Parmi elles, la Pêche miraculeuse (1444), à Genève. 
Konrad Witz compte parmi les peintres importants du courant gothique tardif du Haut-Rhin qui influencèrent la pré-Renaissance au nord des Alpes.

## Un artiste de l'ars novadu nord des Alpes

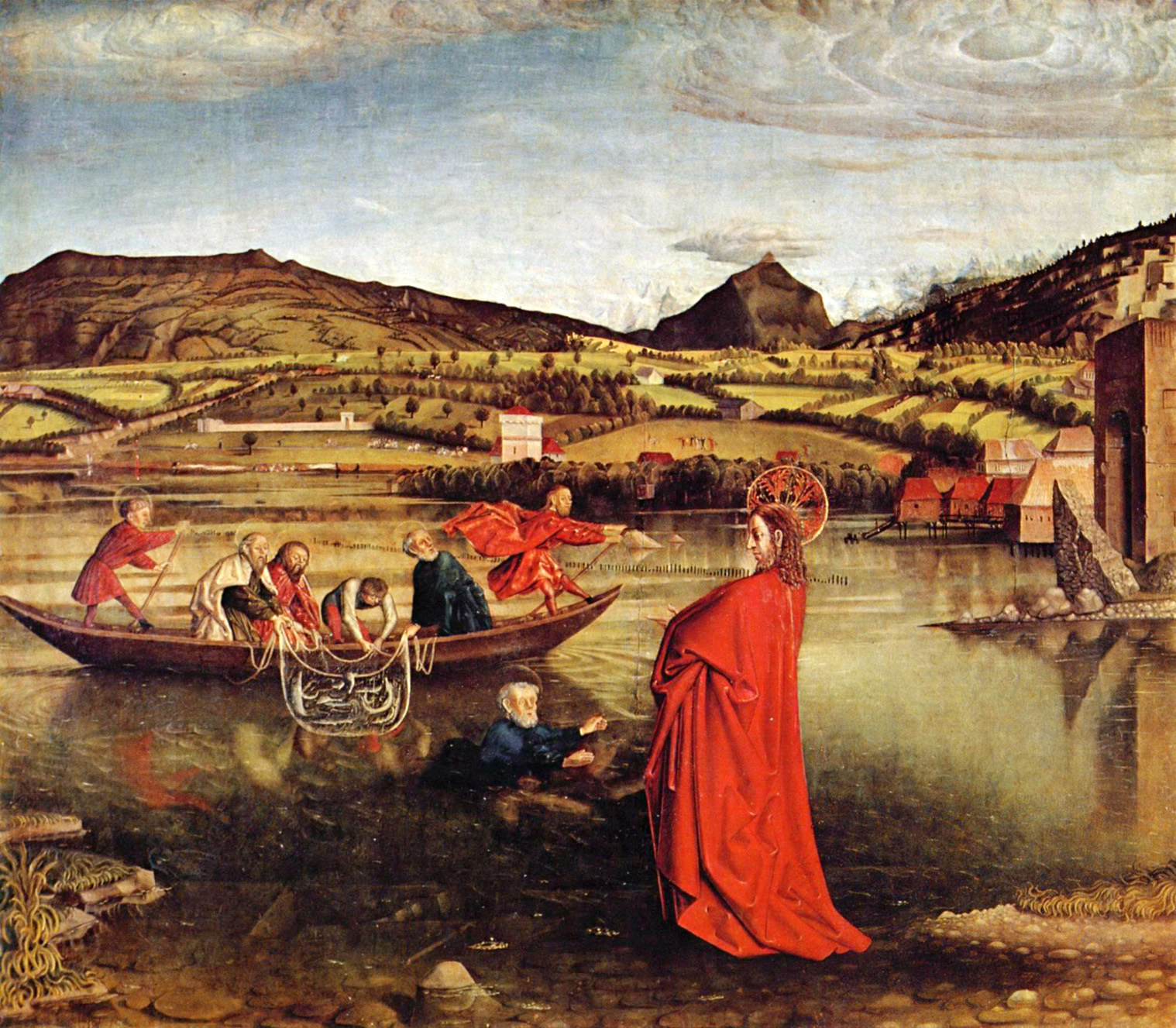
La Pêche Miraculeuse de Konrad Witz avec en arrière-plan les Voirons, le Môle et le mont Salève vus depuis Genève.

Konrad Witz est souvent abordé par les historiens de l'art pour des questions d'attributions, pour lesquelles il convient d'utiliser des outils d'analyse articulés autour de la question de l'excentricité en peinture. En effet, ce peintre est souvent classé parmi les artistes médiévaux, alors que l'on doit souvent se demander à son propos de quelle manière il envisage la modernité et avec quels moyens il y pénètre. Des motifs ironiques ou humoristiques ont même été relevés dans sa peinture, qui impliquent de repenser entièrement sa position dans l'histoire de l'art pour le classer plutôt dans la pré-Renaissance au nord des Alpes.

## Œuvres

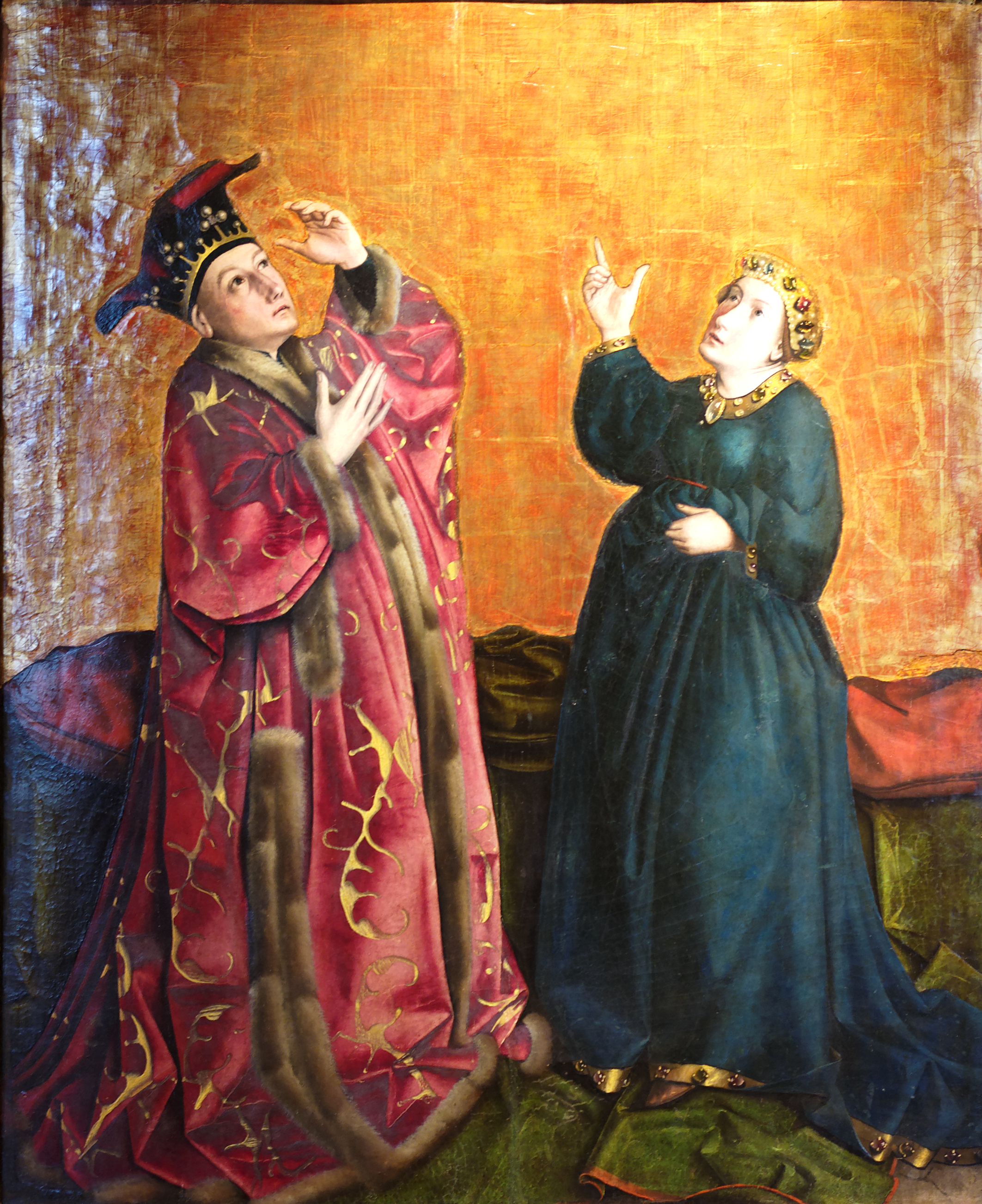
L'Empereur Auguste et la sibylle de Tibur, c 1435

- Le retable du Miroir du Salut (vers 1435, détrempe sur bois) : ancien retable conservé à l'église Saint-Léonard de Bâle aujourd'hui dispersé : 
  - David et les trois preux, Abisaï, Sabothaï et Benaja, avec au verso un Saint Barthélemy, 102 × 78 cm, Bâle, Kunstmuseum.
  - La Synagogue, 86 × 81 cm, et L'Église, Bâle, Kunstmuseum
  - Salomon et la Reine de Saba, 84 × 79 cm, Berlin, Musée de Bode
  - L'empereur Auguste et la Sybille de Tibur, musée des beaux-arts de Dijon, avec au verso un Saint Augustin[4]
  - Antipater montrant ses plaies à Jules César, Bâle, Kunstmuseum
  - Esther et Assuérus, Bâle, Kunstmuseum
- Le retable de Saint-Pierre, 1444, provenant de la cathédrale Saint-Pierre de Genève :
  - La Pêche miraculeuse, détrempe sur bois, 132 × 154 cm, Genève, Musée d'Art et d'Histoire.
- Le retable d'Olsberg, vers 1437-1440, lui aussi démembré :
  - panneau gauche :  L'Annonciation, 156 × 120 cm, Nuremberg, Germanisches Nationalmuseum.
  - panneau droit : Anne et Joachim à la Sainte Porte, 158 × 120,5 cm, Bâle, Kunstmuseum
  - panneau central : Vierge à l'Enfant (fragment), Bâle, Kunstmuseum
- Conversation de Sainte Catherine avec Sainte Madeleine, (v. 1440), huile sur bois, 161 × 130, Strasbourg, Musée des beaux-arts.
- La Crucifixion, 1444, huile sur toile, 34 × 26 cm, Gemäldegalerie (Berlin)[5]
- Ambraser Hofjagdspiel, 1440-1445, jeu de cartes peint à l'aquarelle et à l'encre noire, musée d'histoire de l'art de Vienne.
- Nativité, Musée national des beaux-arts d'Alger.